# Pratibha Patil
Pratibha Devisingh Patil (ur. 19 grudnia 1934 w Nadgaon) – indyjska polityk, prezydent Indii od 25 lipca 2007 do 25 lipca 2012. Gubernator stanu Radżastan w latach 2004-2007. Była wiceprzewodnicząca Rajya Sabhy, wyższej izby parlamentu indyjskiego. Była członkini Rajya Sabhy, Lok Sabhy oraz Zgromadzenia Legislacyjnego stanu Maharasztra. Członkini Indyjskiego Kongresu Narodowego. Pierwsza kobieta na stanowisku prezydenta Indii.

## Edukacja i życie prywatne
Pratibha Patil urodziła się w 1934 w miejscowości Nadgaon w stanie Maharasztra w ówczesnych Indiach Brytyjskich. Podstawową edukację odebrała w szkole w mieście Jalgaon. Ukończyła prawo w Government Law College w Bombaju. W czasie studiów zwyciężała w konkursach tenisa stołowego.
7 lipca 1965 wyszła za mąż za Devisingha Shekhawata. Jest matką dwojga dzieci: syna i córki. Przed zaangażowaniem się w politykę pracowała jako pracownik socjalny oraz adwokat w Jalgaon.

## Działalność społeczna i polityczna
Pratibha Patil razem z mężem powołała instytut edukacyjny Vidya Bharati Shikshan Prasarak Mandal, którego celem było finansowanie budowy sieci szkół w Jalgaon i Bombaju. W latach 70. XX w. powołała również Shram Sadhana Trust, instytucję która zakładała hostele dla pracujących matek w Nowym Delhi. W 1973 założyła w Jalgaon Pratibha Mahila Sahakari Bank z zadaniem wspierania kobiecej przedsiębiorczości.

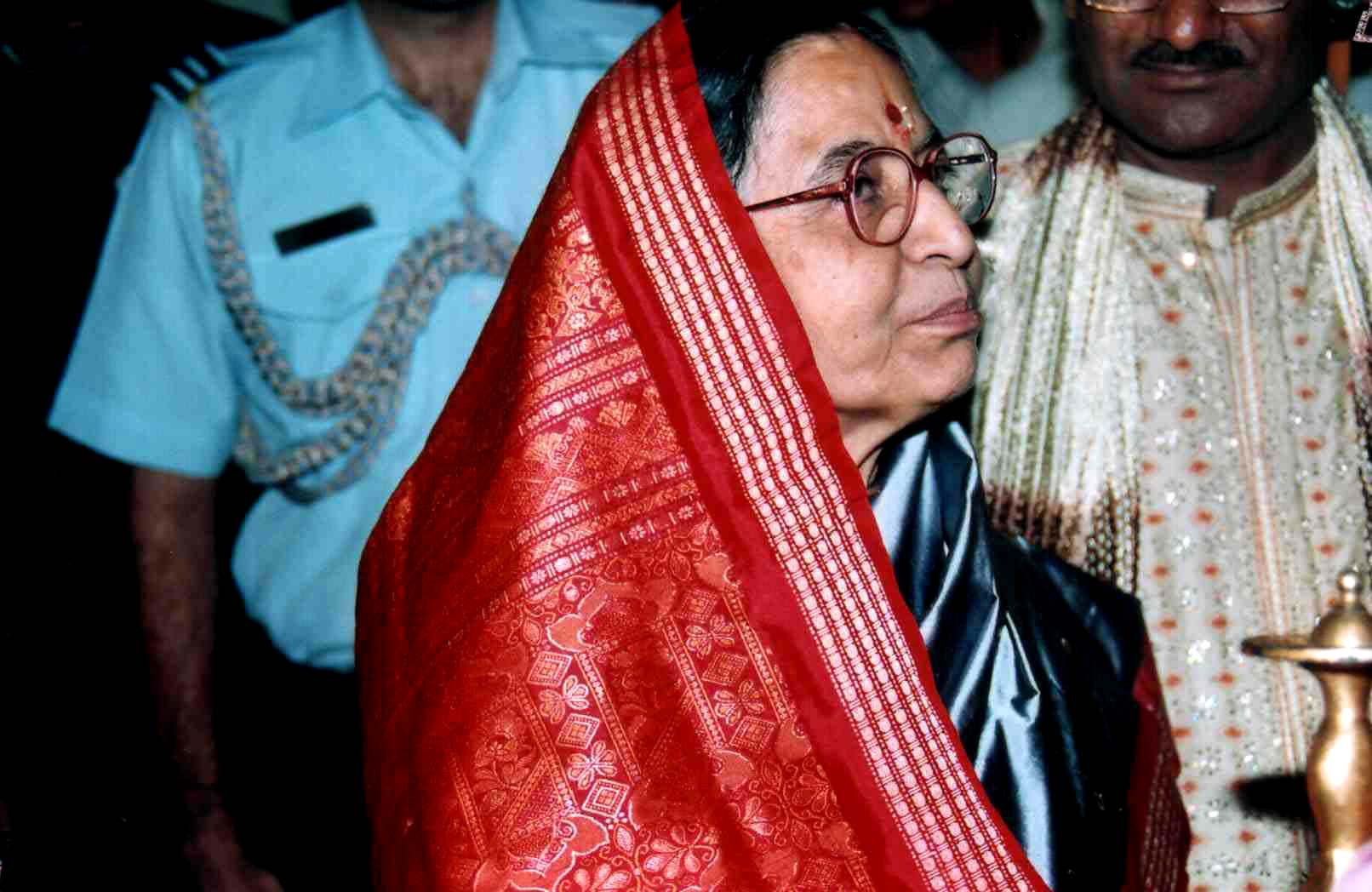
Pratibha Patil jako gubernator Radżastanu.

Pratibha Patil w latach 1962-1985 była członkiem Zgromadzenia Legislacyjnego stanu Maharasztra. W tym czasie zajmowała różne stanowiska ministerialne w lokalnym rządzie. Od 5 lipca 1985 do 2 kwietnia 1990 była członkiem wyższej izby indyjskiego parlamentu, Rajya Sabhy. W latach 1991–1996 zasiadała w ławach Lok Sabhy, niższej izby parlamentu. Od 2004 do 2007 pełniła funkcję gubernatora stanu Radżastan.
Jako gubernator sprzeciwiła się uchwalonej w kwietniu 2006 przez parlament stanowy ustawie Rajasthan Freedom of Religion Bill (Ustawa o wolności religii). Ustawa miała na celu kontrolę „niezgodnej z prawem konwersji z jednej religii na inną, w nieuczciwy i oszukańczy sposób oraz przy pomocy siły”. Patil nie podpisała ustawy i stwierdziła, że narusza ona fundamentalne prawa, jak wolność wypowiedzi i wyznania. Opinię tę podzieliły środowiska chrześcijańskie.
Pratibha Patil zrezygnowała ze stanowiska gubernatora Radżastanu 21 lipca 2007, tuż przed objęciem urzędu prezydenta Indii.

### Zajmowane stanowiska
| Okres                          | Stanowisko                                                                                            |
| ------------------------------ | --- |
| 1962-1985                      | członkini Zgromadzenia Legislacyjnego stanu Maharasztra                                               |
| 1967-72                        | wiceminister zdrowia, prohibicji, turystyki, mieszkalnictwa i spraw parlamentarnych stanu Maharashtra |
| 1972-74                        | minister opieki społecznej stanu Maharasztra                                                          |
| 1974-75                        | minister zdrowia i opieki społecznej stanu Maharasztra                                                |
| 1975-76                        | minister prohibicji, rehabilitacji i spraw kulturalnych stanu Maharasztra                             |
| 1977-78                        | minister edukacji stanu Maharasztra                                                                   |
| lipiec 1979- luty 1980         | lider opozycji w Zgromadzeniu Legislacyjnym stanu Maharasztra                                         |
| 1982-85                        | minister rozwoju miejskiego i mieszkalnictwa stanu Maharasztra                                        |
| 1983-85                        | minister zaopatrzenia i opieki społecznej stanu Maharasztra                                           |
| 1985-1990                      | członkini Rajya Sabhy, wyższej izby parlamentu                                                        |
| 1986-88                        | wiceprzewodnicząca Rajya Sabhy                                                                        |
| 1986-88                        | przewodnicząca Komisji ds. Przywilejów w Rajya Sabhie                                                 |
| 1990-1996                      | członkini Lok Sabhy, niższej izby parlamentu                                                          |
| 1991                           | przewodnicząca Komitetu Spraw Wewnętrznych w Lok Sabhie                                               |
| 8 listopada 2004-21 lipca 2007 | gubernator Radżastanu                                                                                 |
| 25 lipca 2007                  | prezydent Indii                                                                                       |

## Prezydent
14 czerwca 2007 Zjednoczony Sojusz Postępowy (koalicja, której przewodzi Indyjski Kongres Narodowy) mianował Patil na swoją oficjalną kandydatką w wyborach prezydenckich 19 lipca 2007 Przewodnicząca Indyjskiego Kongresu Narodowego Sonia Gandhi określiła jej nominację jako historyczne wydarzenie w ciągu 60 lat niepodległości kraju.
W czasie kampanii prezydenckiej zagwarantowała pełne poparcie dla Narodowego Aktu Gwarancji Zatrudnienia na Wsi (NREGA), który przewidywał gwarancje zatrudnienia dla ludności wiejskiej przy pracach społecznych za minimalne wynagrodzenie przez co najmniej 100 dni roku fiskalnego.
19 lipca 2007 zwyciężyła, zdobywając większość w Zgromadzeniu Elektorskim. W głosowaniu zdobyła 638 tysięcy głosów, podczas gdy jej rywal, ówczesny wiceprezydent Bhairon Singh Shekhawat uzyskał 331 tysięcy głosów. 25 lipca 2007 została zaprzysiężona i oficjalnie objęła urząd prezydenta Indii. Była pierwszą kobietą w historii Indii, która zasiadła w fotelu prezydenckim. Urząd zajmował do 25 lipca 2012, kiedy zastąpił ją Pranab Mukherjee.